# Академическая гребля на летних Олимпийских играх 1968
Соревнования по академической гребле на летних Олимпийских играх 1968 года проводились только среди мужчин.

## Общий медальный зачёт
| Место | Страна         | Золото | Серебро | Бронза | Всего |
| ----- | -------------- | ------ | ------- | ------ | ----- |
| 1     | ГДР            | 2      | 1       | 0      | 3     |
| 2     | Нидерланды     | 1      | 2       | 0      | 3     |
| 3     | ФРГ            | 1      | 1       | 0      | 2     |
| 4     | Италия         | 1      | 0       | 1      | 2     |
| 4     | СССР           | 1      | 0       | 1      | 2     |
| 6     | Новая Зеландия | 1      | 0       | 0      | 1     |
| 7     | США            | 0      | 1       | 1      | 2     |
| 8     | Венгрия        | 0      | 1       | 0      | 1     |
| 8     | Австралия      | 0      | 1       | 0      | 1     |
| 10    | Дания          | 0      | 0       | 2      | 2     |
| 11    | Аргентина      | 0      | 0       | 1      | 1     |
| 11    | Швейцария      | 0      | 0       | 1      | 1     |
|       |                |        |         |        |       |
| Итого | Итого          | 7      | 7       | 7      | 21    |

## Медалисты
| Дисциплина                      | Золото | Серебро | Бронза |
| ------------------------------- | --- | --- | --- |
| Одиночки                        | Хенри Винесе Нидерланды | Йохен Майснер ФРГ | Альберто Демидди Аргентина |
| Двойки парные                   | СССР · Анатолий Сасс · Александр Тимошинин | Нидерланды · Хенрикус Дрог · Лендерт ван Дис                                                                                        | США · Джон Нанн · Билл Мар |
| Двойки распашные без рулевого   | ГДР · Хайнц-Юрген Боте · Йорг Лукке | США · Ларри Хаф · Тони Джонсон | Дания · Петер Кристиансен · Иб Ларсен |
| Двойки распашные с рулевым      | Италия · Примо Баран · Ренцо Самбо · Бруно Чиполла | Нидерланды · Херман Сюселбек · Хадриан ван Нес · Родерик Рейндерс                                                                   | Дания · Йёрн Краб · Харри Йоргенсен · Пребен Краб |
| Четвёрки распашные без рулевого | ГДР · Дитер Шуберт · Франк Форбергер · Дитер Гран · Франк Рюле                                                                                          | Венгрия · Золтан Мелиш · Йожеф Чермей · Дьёрдь Шарлош · Анталь Мелиш                                                                | Италия · Ренато Босатта · Пьер Конти-Манцини · Туллио Баралья · Абрамо Альбини                                                                                              |
| Четвёрки распашные с рулевым    | Новая Зеландия · Дик Джойс · Росс Коллиндж · Дадли Стори · Уоррен Коул · Саймон Дики                                                                    | ГДР · Петер Кремц · Дитер Земецки · Манфред Гельпке · Роланд Гёлер · Клаус Якоб                                                     | Швейцария · Денис Освальд · Петер Боллигер · Хуго Васер · Якоб Гроб · Готтлиб Фрёлих                                                                                        |
| Восьмёрки                       | ФРГ · Хорст Майер · Вольфганг Хоттенротт · Дирк Шрейер · Эгберт Хиршфельдер · Рюдигер Хенинг · Йорг Зиберт · Лютц Ульбрихт · Николаус Отт · Гюнтер Тирш | Австралия · Альф Дюваль · Дэвид Дуглас · Майкл Морган · Джон Рэнч · Джо Фацио · Гэри Пирс · Питер Диксон · Боб Ширлоу · Алан Гровер | СССР · Зигмас Юкна · Антанас Багдонавичюс · Витаутас Бредис · Юрий Лоренцсон · Валентин Кравчук · Александр Мартышкин · Владимир Стерлик · Виктор Суслин · Йозас Ягелавичюс |